# Светий Ленарт (Церклє-на-Горенськем)
Светий Ленарт (словен. Sveti Lenart) — поселення в общині Церклє-на-Горенськем, Горенський регіон, Словенія. Висота над рівнем моря: 744,1 м.